# 귀타귀 2 - 귀요귀
《귀타귀 2 - 귀요귀》(鬼妖鬼: Encounters Of The Spooky Kind II)는 홍콩에서 제작된 홍금보 감독의 1990년 영화이다. 홍금보 등이 주연으로 출연하였고 홍금보 등이 제작에 참여하였다.

## 출연

### 주연
- 홍금보
- 임정영

### 조연
- 맹해
- 예룽쭈
- 종발
- 적위
- 우마
- 담청홍
- 임민총
- 왕문군
- 공자은

## 기타
- 제편경리: 전소혜
- 출품인: 홍금보